# Pablo G. Rios
Pablo G. Rios (* 11. Juni 1889; † ) war ein uruguayischer Politiker.
Rios gehörte der Partido Nacional an und war in der 32. Legislaturperiode vom 7. Juni 1934 bis 24. Mai 1938 gewählter Abgeordneter für das Departamento Tacuarembó in der Cámara de Representantes.